# Équipe de Suisse de hockey sur glace au Championnat du monde féminin 2012
L'équipe de Suisse féminine de hockey sur glace termine à la 3e place de ces championnats du monde.

## Contexte
Les championnats du monde 2012 ont lieu du 7 avril 2012 au 14 avril 2012 à Burlington, aux États-Unis. 

## Alignement

### Joueurs
| Numéro | Nom                      | Position   | Date de naissance | Équipe                          | PJ | B | A | Pts | PUN |
| ------ | ------------------------ | ---------- | ----------------- | ------------------------------- | -- | - | - | --- | --- |
| 2      | Katrin Nabholz           | Attaquante | 3 avril 1986      | ZSC Lions                       | 6  | 1 | 1 | 2   | 0   |
| 6      | Julia Marty              | Défenseure | 16 avril 1988     | SC Reinach                      | 6  | 5 | 2 | 7   | 6   |
| 7      | Darcia Leimgruber        | Attaquante | 19 mai 1989       | ZSC Lions                       | 6  | 1 | 3 | 4   | 6   |
| 8      | Andrea Fischer           | Attaquante | 11 juillet 1990   | EV Bomo Thun                    | 6  | 0 | 0 | 0   | 0   |
| 9      | Stefanie Marty           | Attaquante | 16 avril 1988     | SC Reinach                      | 6  | 2 | 4 | 6   | 10  |
| 10     | Nicole Bullo             | Défenseure | 18 juillet 1987   | HC Lugano                       | 6  | 1 | 2 | 3   | 4   |
| 11     | Angela Frautschi         | Défenseure | 5 juin 1987       | ZSC Lions                       | 5  | 0 | 2 | 2   | 8   |
| 13     | Sara Benz                | Attaquante | 25 août 1992      | ZSC Lions                       | 5  | 2 | 2 | 4   | 2   |
| 15     | Monika Waidacher         | Attaquante | 9 juillet 1990    | College of St. Scholastica (en) | 6  | 0 | 0 | 0   | 2   |
| 16     | Nina Waidacher           | Attaquante | 28 août 1992      | College of St. Scholastica (en) | 6  | 0 | 0 | 0   | 0   |
| 17     | Sarah Forster            | Défenseure | 17 mai 1993       | HC Ajoie                        | 4  | 0 | 0 | 0   | 0   |
| 18     | Evelina Raselli          | Attaquante | 3 mai 1992        | HC Lugano                       | 6  | 2 | 0 | 2   | 6   |
| 19     | Rahel Michielin          | Défenseure | 11 octobre 1990   | SC Reinach                      | 6  | 0 | 0 | 0   | 2   |
| 20     | Kathrin Lehmann          | Attaquante | 27 février 1980   | ESC Planegg                     | 6  | 2 | 3 | 5   | 4   |
| 22     | Johanna Vuille-dit-Bille | Défenseure | 22 juin 1989      | OSC Berlin                      | 6  | 0 | 0 | 0   | 0   |
| 24     | Sabrina Zollinger        | Défenseure | 27 mars 1993      | EHC Winterthour                 | 6  | 0 | 1 | 1   | 2   |
| 63     | Anja Stiefel             | Attaquante | 9 août 1990       | SC Reinach                      | 6  | 1 | 2 | 3   | 2   |
| 88     | Phoebe Stanz             | Attaquante | 7 janvier 1994    | Kloten Flyers                   | 6  | 1 | 1 | 2   | 6   |
| 92     | Sandra Thalmann          | Défenseure | 18 décembre 1992  | DHC Langenthal                  | 5  | 0 | 0 | 0   | 8   |
| 96     | Martina Steck            | Attaquante | 22 janvier 1990   | DHC Langenthal                  | 6  | 0 | 1 | 1   | 0   |

| Numéro | Nom                | Date de naissance | Équipe                  | PJ | V | D | MIN | BC | MOY  | BL | A | Pts | PUN |
| ------ | ------------------ | ----------------- | ----------------------- | -- | - | - | --- | -- | ---- | -- | - | --- | --- |
| 28     | Sophie Anthamatten | 26 juillet 1991   | EHC Saastal             | 2  | 0 | 1 | 71  | 4  | 3.38 | 0  | 0 | 0   | 0   |
| 33     | Dominique Slongo   | 13 octobre 1988   | EHC Brandis             | -  | - | - | -   | -  | -    | -  | - | -   | -   |
| 41     | Florence Schelling | 9 mars 1989       | Huskies de Northeastern | 5  | 4 | 1 | 288 | 16 | 3.33 | 0  | 0 | 0   | 0   |

| Poste                | Nom             | Date de naissance | Nationalité |
| -------------------- | --------------- | ----------------- | ----------- |
| Entraîneur-chef      | René Kammerer   | 14 août 1970      | Suisse      |
| Assistant entraîneur | Michael Fischer | 2 novembre 1971   | Suisse      |